# Mauremys sinensis
Mauremys sinensis (rùa cổ sọc) là một loài rùa trong họ Emydidae. Loài này được Gray mô tả khoa học đầu tiên năm 1834.

## Hình ảnh

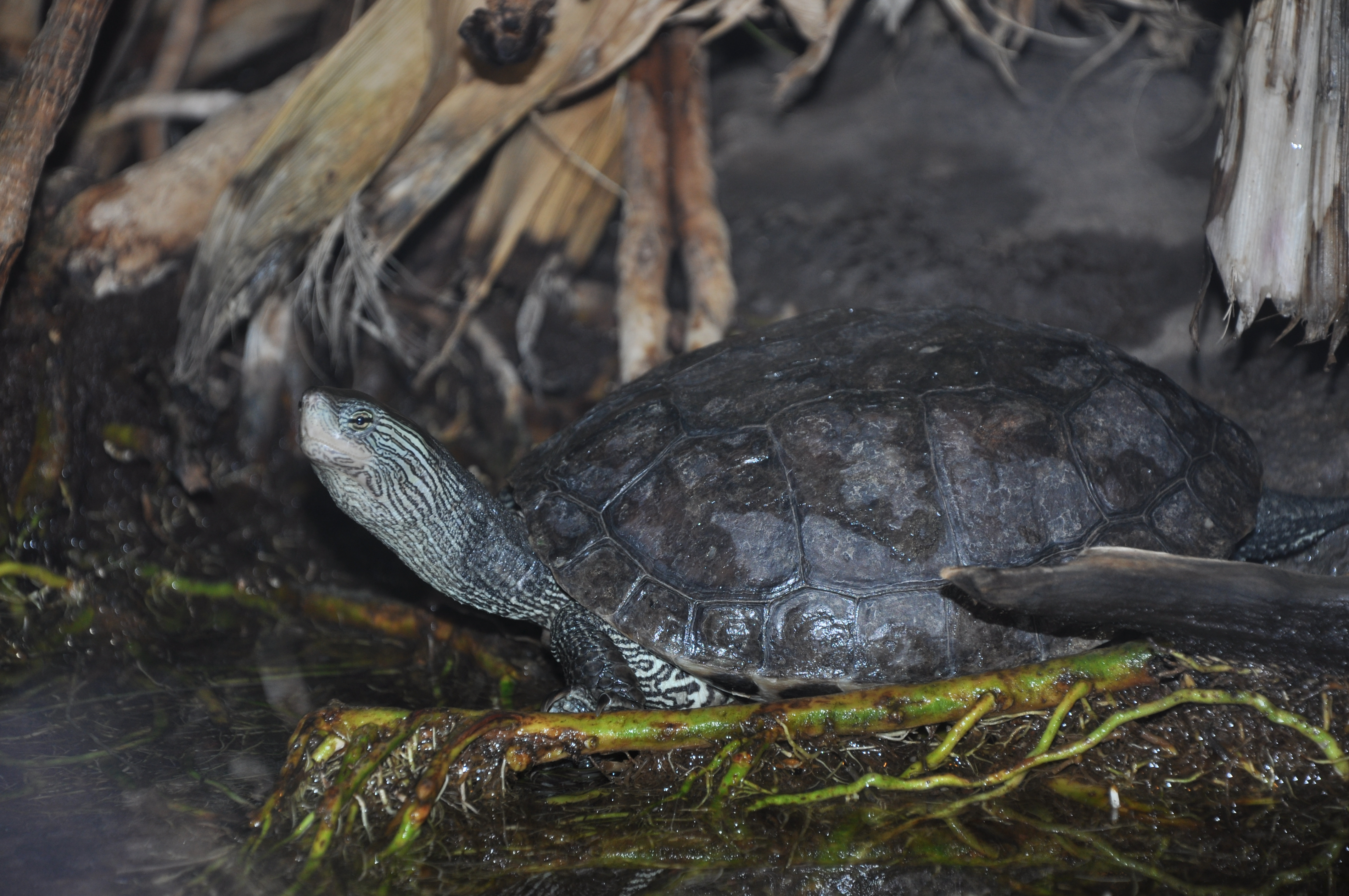